# Slag van Til-Tuba

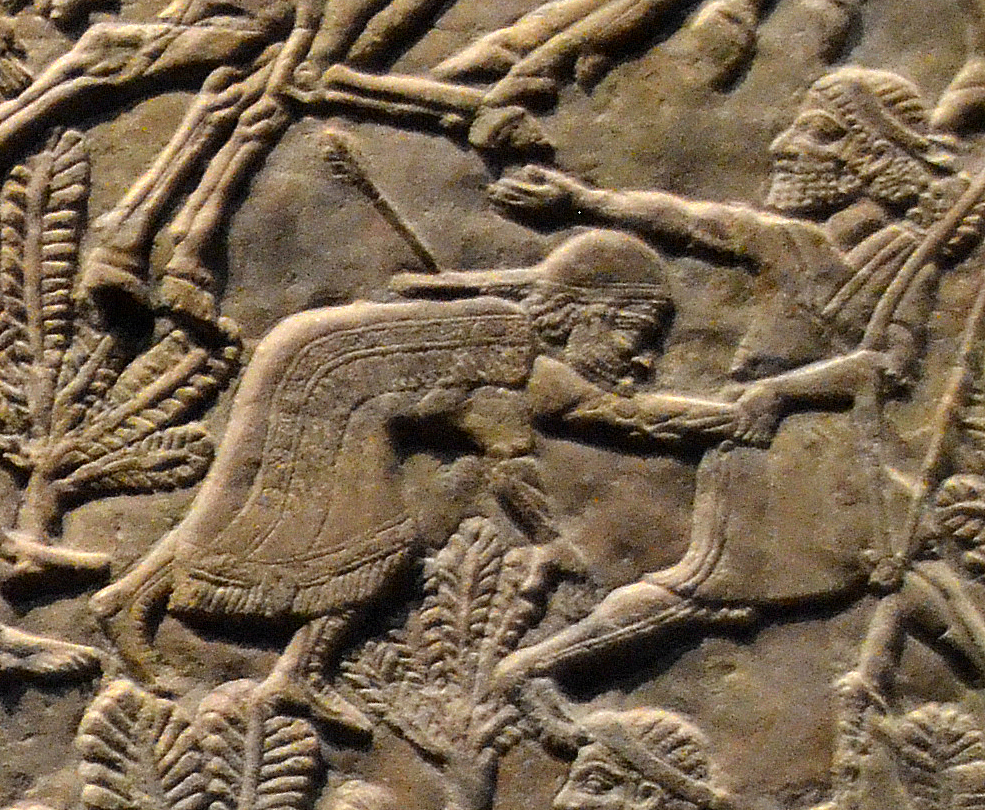
Te'umman gewond en op de vlucht, reliëf uit Ninive

In de Slag van Til-Tuba in 653 v.Chr. werd het leger van de Elamitische koning Te'umman verslagen door het Assyrisch leger van koning Assurbanipal. Hierbij werden Te'umman en zijn zoon gedood. De slag werd genoemd naar het heuvelfort Til-Tuba. Omdat de slag werd uitgevochten aan de oevers van de rivier Ulai (nu Kherka), wordt deze ook de Slag bij de Ulai genoemd. 

## Voorgeschiedenis
Te'umman was rond 664 v.Chr. aan de macht gekomen in Elam na een paleisrevolutie. De erfgenamen van de gedode koning en hun entourage vluchtten naar Assyrië en kregen asiel aan het hof van koning Assurbanipal in Ninive. Omdat Assurbanipal weigerde zijn rivalen uit te leveren, viel Te'umman met zijn leger Assyrië binnen. Hij moest echter al snel terugtrekken in de richting van zijn oude hoofdstad Susa.

## De veldslag
Bij de rivier Ulai, in de buurt van de nieuwe Elamitische hoofdstad Madaktu, ontmoetten de legers elkaar. Het verloop van de strijd is vastgelegd in Assyrische geschriften en is afgebeeld in twee Assyrische reliëfs, een uit het Zuidwestelijk Paleis (van Sennacherib) en een uit het Noordelijk paleis (van Assurbanipal) in Ninive.
De infanterie en de cavalerie van de Assyriërs overspoelden het leger van Elam en dreven het terug naar de oevers van de Ulai. Te'umman en zijn zoon Tammaritu werden van hun gebroken strijdwagen geworpen en Te'umman werd verwond door een pijl in zijn rug. Ze werden in een bos ingesloten door de Assyriërs en op het slagveld onthoofd door gewone soldaten. De Elamitische soldaten die gevangen waren genomen werden in gevangenschap afgevoerd of afgeslacht en volgens de geschriften kleurde de rivier rood door hun bloed. Een Assyriër reed met het hoofd van Te'umman naar Assurbanipal, die niet aanwezig was bij de slag. Assurbanipal verrichtte een plengoffer boven het hoofd en het hoofd werd in een boom gehangen.

## Nasleep
Assurbanipal installeerde twee Elamitische prinsen op de troon van Elam, een in Susa en Madaktu, een ander in Hidalu. Zij kwamen echter al snel, samen met de Babyloniërs, in opstand tegen Assurbanipal wat leidde tot een nieuwe oorlog en de vernietiging van Susa door de Assyriërs in 646 v.Chr.